# Karlsburg (Vorpommern)
Karlsburg er en by og kommune i det nordøstlige Tyskland, beliggende i Amt Züssow i den nordlige del af Landkreis Vorpommern-Greifswald. Landkreis Vorpommern-Greifswald ligger i delstaten Mecklenburg-Vorpommern.

## Geografi
Karlsburg er beliggende 21 kilometer sydøst for Vorpommern-Greifswalds administrationsby Greifswald og 14,5 kilometer øst for Gützkow. Til Wolgast og den faste forbindelse til øen Usedom, er der 19 kilometer. I skoven Karlsburger Holz findes kilden til floden Swinow, der deler kommunen.
Kommunen er, på nær mod vest, omsluttet af store skovområder: Mod syd ligger det store skovområde Karlsburger und Oldenburger Holz, mod øst Steinfurther und Buddenhagener Holz, og mod nord  Wrangelsburger Wald og Benthorst.
Ud over Karlsburg findes tre landsbyer i kommunen:
- Moeckow
- Steinfurth
- Zarnekow

### Nabokommuner
Nabokommuner er Wrangelsburg mod nord, Lühmannsdorf og Wolgast mod nordøst, Rubkow mod øst, Klein Bünzow mod sydøst og syd, Züssow mod sydvest og vest samt Groß Kiesow mod nordvest.

### Trafik
Bundesstraße B 109 og B 111, krydser hinanden i Moeckow-Berg. Karlsburg har stoppested på jernbanen Züssow–Wolgast, der fører til badebyerne på øen Usedom.

## Eksterne kilder og henvisninger
- Wikimedia Commons har flere filer relateret til Karlsburg (Vorpommern)
- Byens websted
- Kommunens side  på amtets websted